# Maximus van Napels

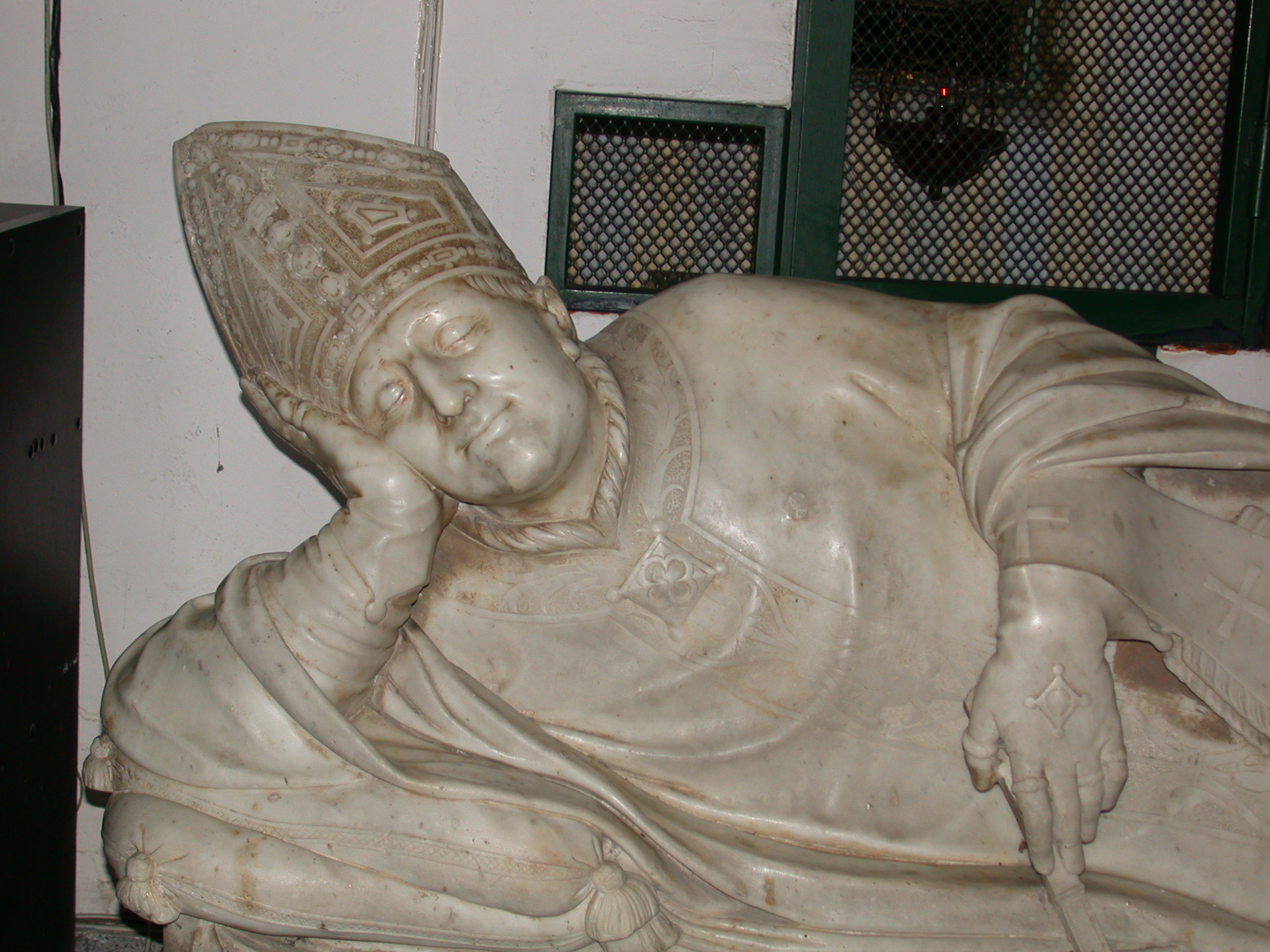
Maximus, de slapende bisschop van Napels

Maximus van Napels (Romeinse Rijk  - circa 361) was bisschop van Napels (350-356), martelaar en heilige erkend door de Rooms-katholieke Kerk en de Orthodoxe Kerk.

## Levensloop
Maximus was bisschop van Napels tijdens het bestuur van Constantius II, keizer van Rome. Volgens de traditie is hij de tiende bisschop van Napels. Tijdens zijn episcopaat vanaf circa 350 verdedigde Maximus het theologische standpunt van het Concilie van Nicea (325). Dit werd hem niet in dank afgenomen door ariaanse tegenstanders. De arianen verjoegen hem uit Napels in de jaren 355-357. De leider van de ariaanse geestelijken Zosimo nam zijn plaats als bisschop in. Maximus stierf in de grootste armoede. Na zijn dood in 361 werd Maximus erkend als martelaar en heilige.
De twaalfde bisschop van Napels, de heilige Severus, liet de stoffelijke resten van Maximus begraven in de nieuwe Stefanusbasiliek buiten de stadsmuren. Tijdens de middeleeuwen werden Maximus' relikwieën enkele malen overgebracht naar andere kerken. Maximus werd traditioneel afgebeeld als de slapende bisschop.
In 1840 bekrachtigde de Heilige Congregatie voor de Riten de heiligencultus rond de persoon van Maximus van Napels.